# Valentin Groebner

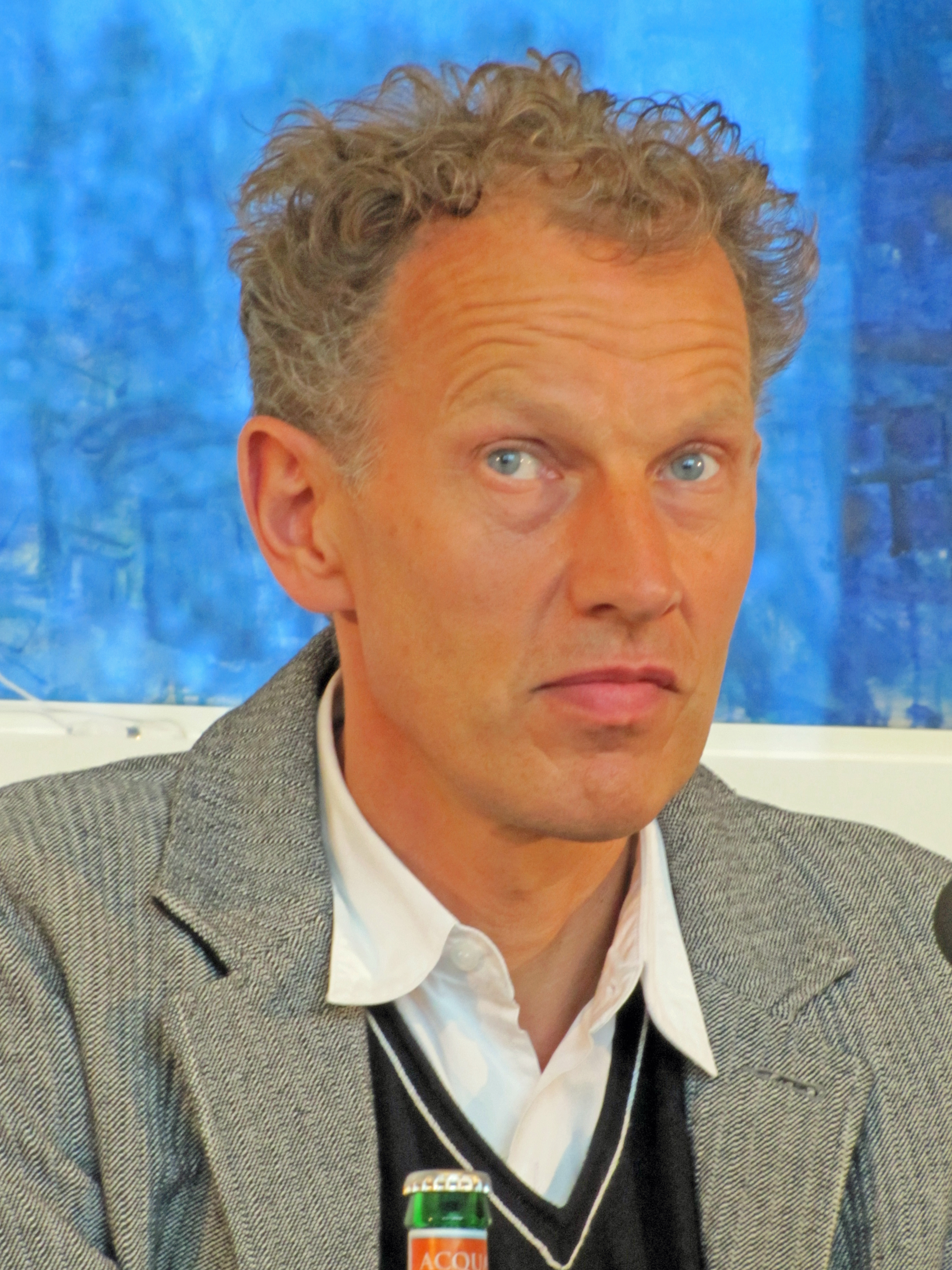
Valentin Groebner, 2013 in Frankfurt am Main

Valentin Groebner (* 9. Mai 1962 in Wien) ist ein österreichischer Historiker mit dem Schwerpunkt Mittelalter und Renaissance.
Valentin Groebner studierte an den Universitäten Wien, Marburg und Hamburg. Im Jahr 1991 wurde er an der Universität Bielefeld mit der Arbeit Ökonomie ohne Haus: Zum Wirtschaften armer Leute in Nürnberg am Ende des 15. Jahrhunderts promoviert. Er war als Assistent an der Universität Basel tätig, wo er sich 1998 mit der Arbeit Gefährliche Geschenke: Ritual, Politik und die Sprache der Korruption in der Eidgenossenschaft im späten Mittelalter und am Beginn der Neuzeit habilitierte. Zwischen 1997 und 2009 war er Mitherausgeber der Zeitschrift Historische Anthropologie.
1999/2000 war er Visiting Professor an der Harvard University. Seit 2004 lehrt er als Nachfolger von Guy P. Marchal als Professor für Allgemeine und Schweizer Geschichte des Mittelalters und der Renaissance an der Universität Luzern.
Groebner ist seit 2017 Mitglied in der Deutschen Akademie für Sprache und Dichtung. Er ist Mitglied der Schweizerischen Gesellschaft für Wirtschafts- und Sozialgeschichte und Mitherausgeber der Zeitschrift für Ideengeschichte.

## Schriften (Auswahl)
Monographien
- Aufheben, Wegwerfen. Vom Umgang mit schönen Dingen. Konstanz University Press, Göttingen 2023, ISBN 978-3-8353-9157-4.
- Bin ich das? Eine kurze Geschichte der Selbstauskunft. Fischer, Frankfurt am Main 2021, ISBN 978-3-10-397099-9.
- Wer redet von der Reinheit? Eine kleine Begriffsgeschichte. Passagen Verlag, Wien 2019, ISBN 978-3-7092-0359-0.
- Retroland. Geschichtstourismus und die Sehnsucht nach dem Authentischen. S. Fischer, Frankfurt am Main 2018, ISBN 978-3-10-397366-2.
- mit Michael Blatter: Wilhelm Tell, Import – Export: Ein Held unterwegs. Hier + Jetzt, Baden 2016, ISBN 978-3-03919-387-5.
- Ich-Plakate: Eine Geschichte des Gesichts als Aufmerksamkeitsmaschine. S. Fischer. Frankfurt am Main 2015, ISBN 978-3-10-002403-9.
- Wissenschaftssprache. Eine Gebrauchsanweisung. Konstanz University Press, Konstanz 2012, ISBN 978-3-86253-025-0.
- Das Mittelalter hört nicht auf. Über historisches Erzählen. C.H. Beck, München 2008, ISBN 978-3-406-57093-3.
- The cultures of cultural history. Teil 2: Einstein Forum, Potsdam, June 2002, Video-CD-ROM, 29 Minuten (= Content-TV-Edition. Band 7). Avinus, Berlin 2005, ISBN 978-3-930064-34-2 (englisch).
- Der Schein der Person. Steckbrief, Ausweis und Kontrolle im Europa des Mittelalters. Beck, München 2004, ISBN 3-406-52238-6.
  - in englischer Sprache: Who are you? Identification, deception, and surveillance in early modern Europe. Translated by Mark Kyburz and John Peck. Zone Books, Brooklyn NY 2007, ISBN 978-1-890951-72-6.
  - in italienischer Sprache: Storia dell’identità personale e della sua certificazione. Scheda segnaletica, documento di identità e controllo nell’Europa moderna (= Biblioteca di Storia. Band 9). Traduzione di Andrea Michler. Casagrande, Bellinzona 2008, ISBN 978-88-7713-493-6.
  - in schwedischer Sprache: Personbevis. Passets födelse i medeltidens Europa (= Mediehistoriskt Bibliotek. Band 5). Efterord: Maria Johansen. Översättning från tyskan: Tommy Andersson. Redaktör: Thomas Götselius. Glänta Produktion, Göteborg 2009, ISBN 978-91-86133-07-8.
- mit Peter Geimer: Einsamer Auftritt: gehen Sie eigentlich gern zu Vorträgen? Herausgegeben von Julia Blume und Karl Bose. Vortrag an der Hochschule für Grafik und Buchkunst Leipzig (= Allaphbed. Band 10). Institut für Buchkunst, Leipzig 2006, ISBN 3-932865-43-X.
- Ungestalten. Die visuelle Kultur der Gewalt im Mittelalter. Hanser, München u. a. 2003, ISBN 3-446-20373-7.
- Gefährliche Geschenke. Ritual, Politik und die Sprache der Korruption in der Eidgenossenschaft im späten Mittelalter und am Beginn der Neuzeit (= Konflikte und Kultur, Historische Perspektiven. Band 4). UVK Universitätsverlag Konstanz, Konstanz 2000, ISBN 3-87940-741-X (Vollständig zugleich: Basel, Universität, Habilitations-Schrift, 1998).
- Ökonomie ohne Haus. Zum Wirtschaften armer Leute in Nürnberg am Ende des 15. Jahrhunderts (= Veröffentlichungen des Max-Planck-Instituts für Geschichte. Band 108). Vandenhoeck und Ruprecht, Göttingen 1993, ISBN 3-525-35645-5 (Zugleich: Bielefeld, Universität, Dissertation, 1991).

Herausgeberschaften
- Kriegswirtschaft und Wirtschaftskriege / Economie de guerre et guerres économiques (= Schweizerische Gesellschaft für Wirtschafts- und Sozialgeschichte. Band 23, Jahrgang 23). Chronos, Zürich 2008, ISBN 978-3-0340-0902-7.
- mit Bernhard Jussen, Gadi Algazi: Negotiating the Gift: Pre-Modern Figurations of Exchange (= Veröffentlichungen des Max-Planck-Instituts für Geschichte. Band 188). Vandenhoeck & Ruprecht, Göttingen 2003, ISBN 978-3-525-35186-4.